# Olympiastadion Stockholm
Das Stockholmer Olympiastadion wurde zwischen 1910 und 1912 für die Olympischen Sommerspiele 1912 gebaut. Die vom Architekten Torben Grut gebaute Einrichtung fasst ungefähr 14.500 Zuschauer und war schon oft Schauplatz für große sportliche Ereignisse. Vor rund 25.000 Zuschauern zogen am 10. Juni 1956 bei der Eröffnungsfeier der Reiterspiele zu den Olympischen Sommerspielen 1956 150 Teilnehmer aus 29 Nationen, darunter elf Frauen, in das Olympiastadion ein. Wegen der strengen australischen Quarantänebestimmungen konnten die Reitwettbewerbe nicht in Melbourne stattfinden und als Ersatzort wurde Stockholm ausgewählt.
Das Stadion war von 1936 bis 2013 Heimstätte der Fußballmannschaft Djurgårdens IF, und jedes Jahr im Sommer findet die Diamond-League-Leichtathletikveranstaltung DN Galan statt. Im Juni ist das Stadion Ziel des Stockholm-Marathons. Etwa 50 mal wurde hier das Finale der schwedischen Bandymeisterschaft ausgetragen. 1959 wurde dabei ein Besucherrekord mit 28.848 Zuschauern aufgestellt. Im heute denkmalgeschützten Stadion finden auch Musikveranstaltungen statt. So traten u. a. Coldplay, U2, AC/DC, Michael Jackson, Bruce Springsteen, Robbie Williams, Rammstein und viele andere auf.

## Galerie

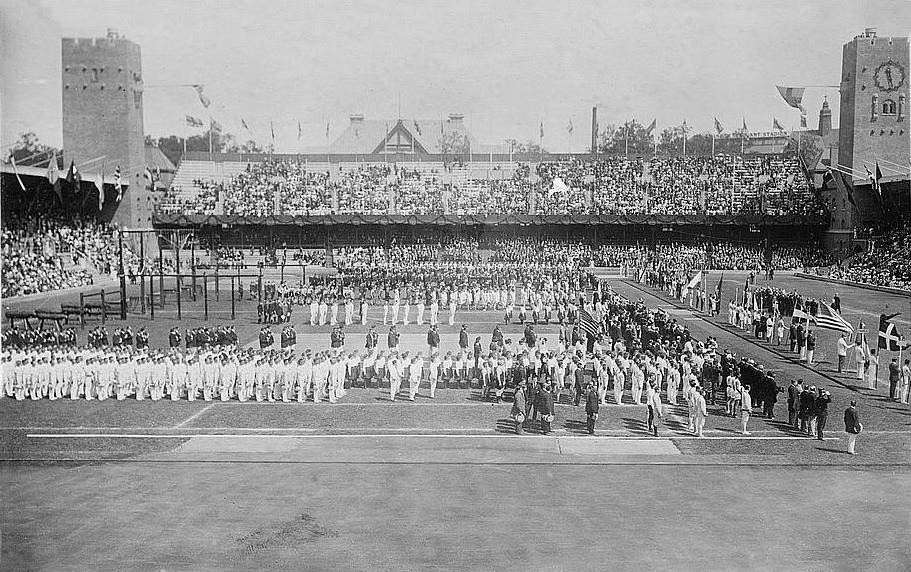
Eröffnung der Olympischen Sommerspiele 1912
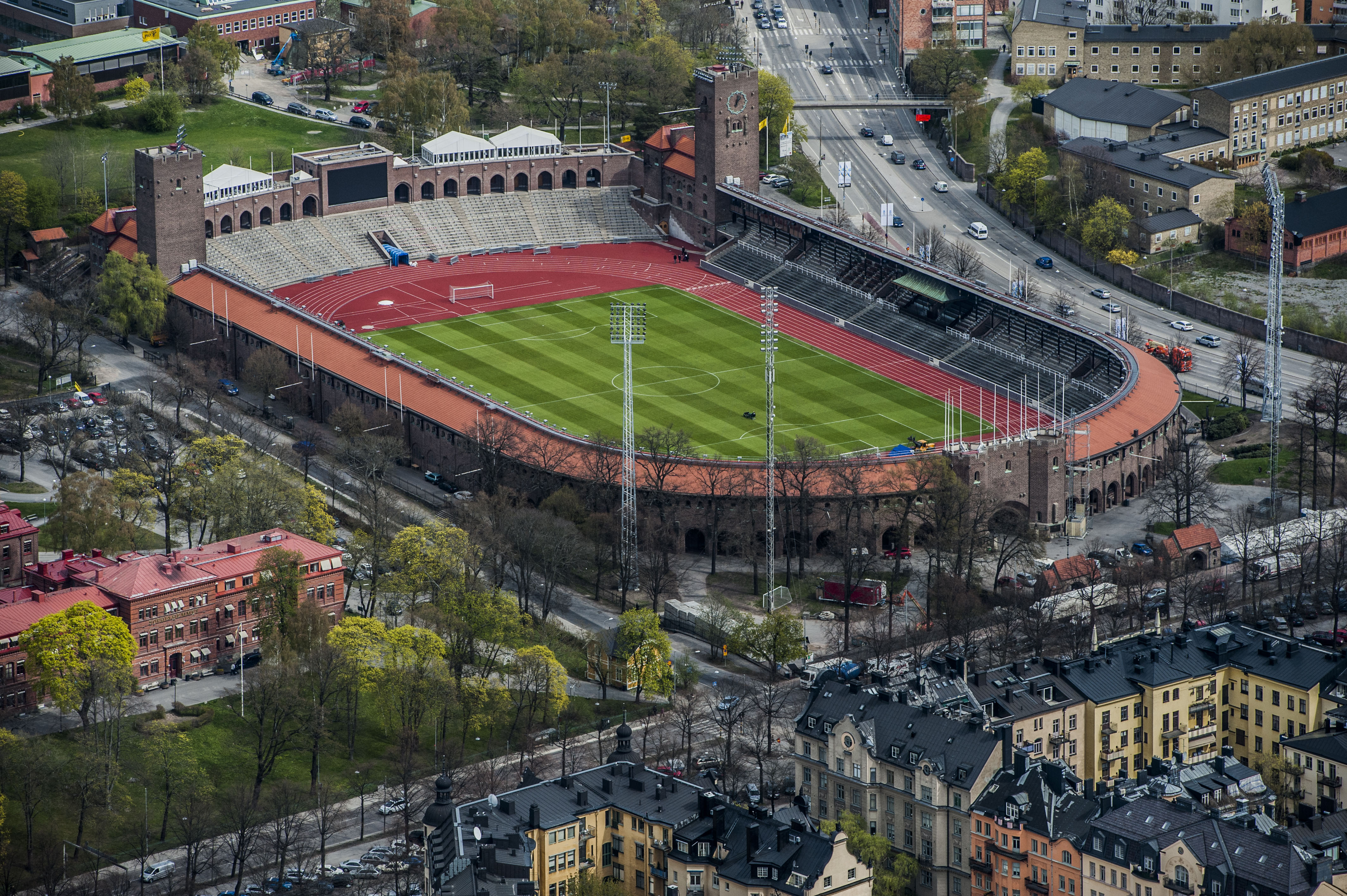
Luftbild des Stadions (2012)
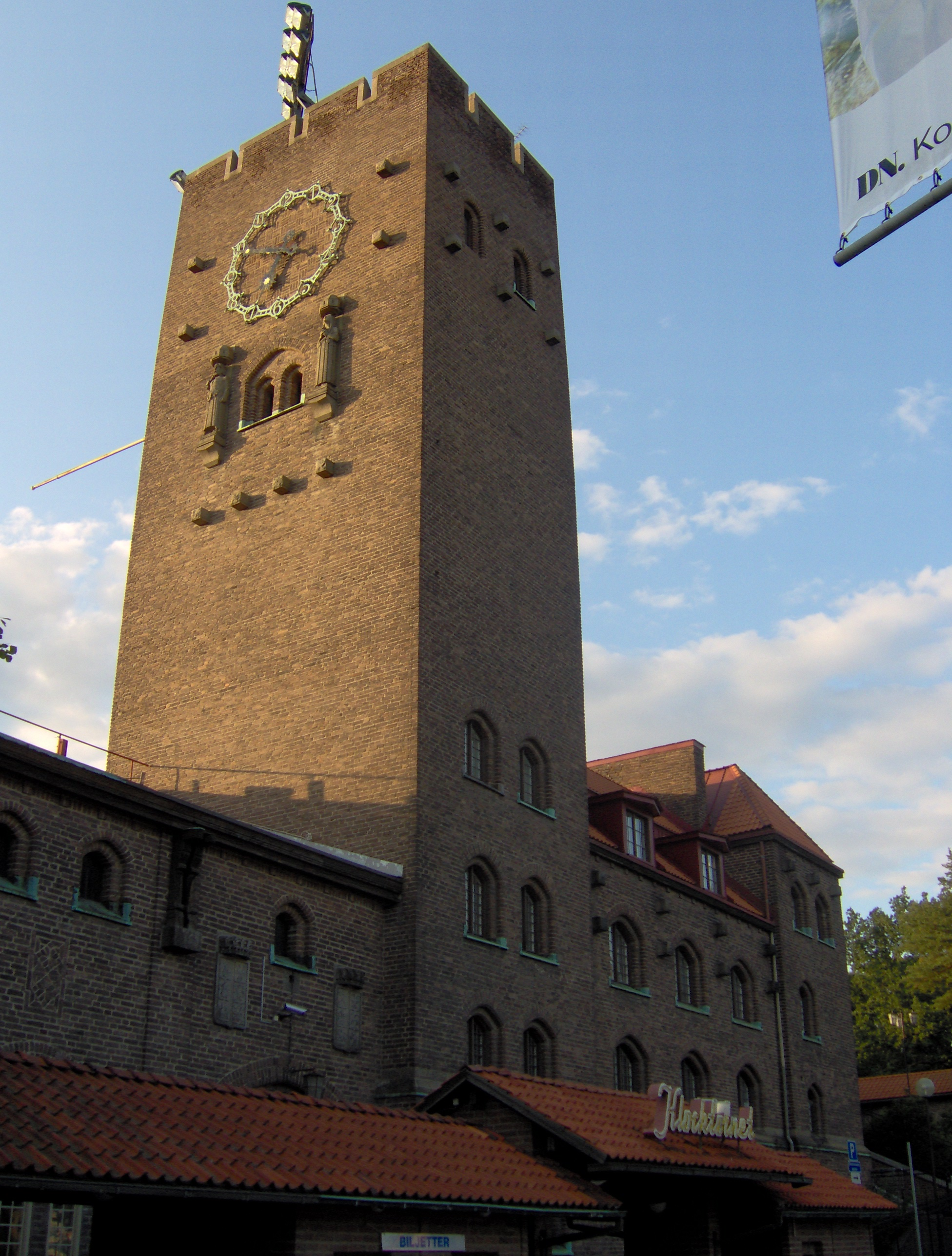
Uhrenturm des Olympiastadions
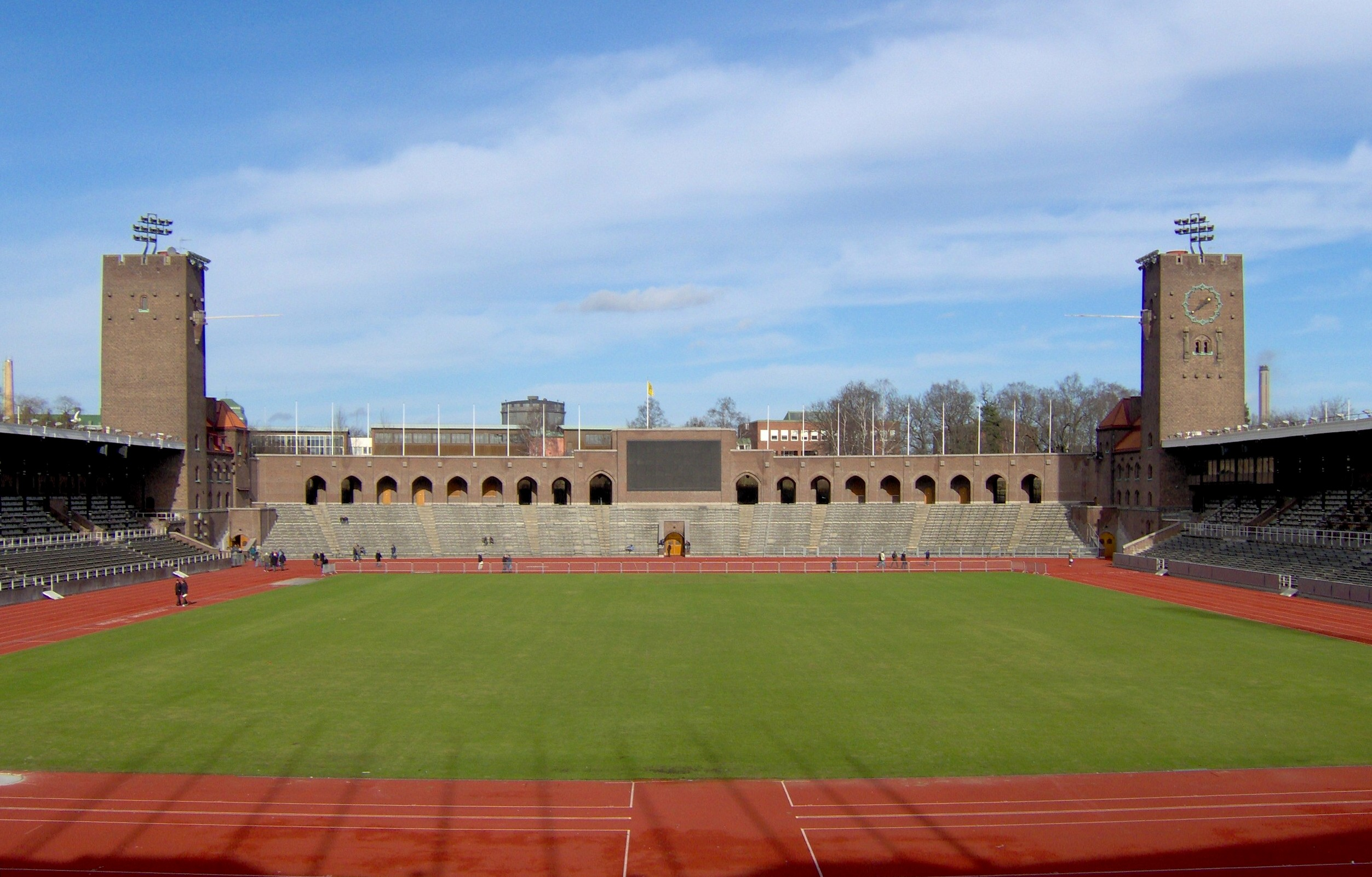
Blick auf die Nordtribüne (Zielkurve) mit den Türmen